# Mercurial (planta)

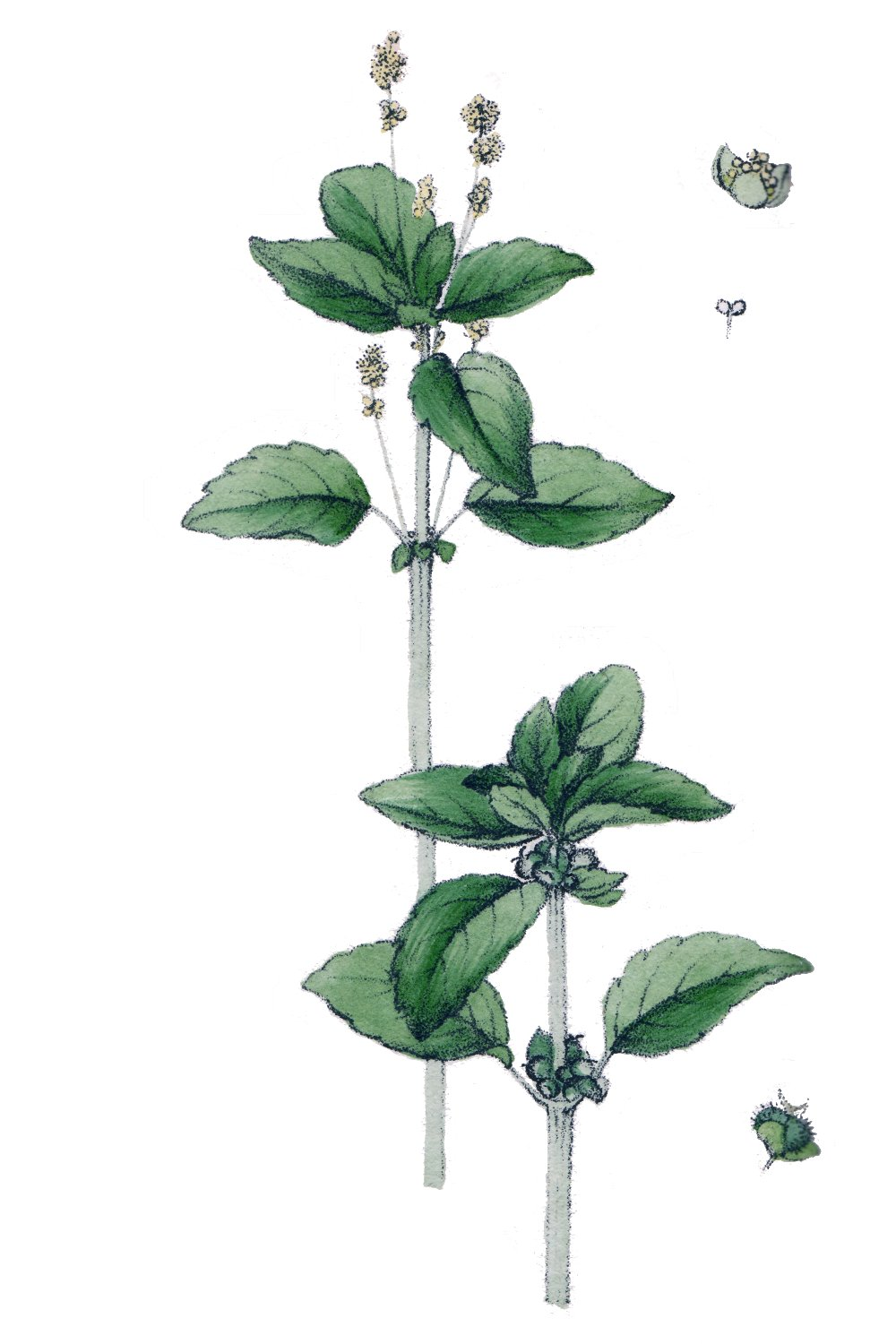
Malcoratge, melcoratge o morquerol (Mercurialis annua)

Mercurials (Mercurialis) és un gènere de plantes de la família Euphorbiaceae o euforbiàcies.

## Particularitats
Hi ha 8 - 10 espècies a Europa i una a Àsia. Als Països Catalans es troben 4 espècies i 3 subespècies. La més comuna és el malcoratge, melcoratge o morquerol.

## Etimologia
El nom "mercurial", amb què de vegades es coneixen aquestes plantes, no és el veritable nom comú en català, car està derivat de la nomenclatura científica o nom llatí del gènere (Mercurialis).
Mercurialis fa referència a Mercuri, déu del comerç en la mitologia romana, a qui hom atribueix el descobriment de les propietats medicinals d'aquesta planta.

## Taxonomia
- Mercurialis ambigua - malcoratge bast
- Mercurialis annua - malcoratge, morquerol
- Mercurialis huetii
- Mercurialis corsica
- Mercurialis canariensis
- Mercurialis elliptica
- Mercurialis reverchonii
- Mercurialis tomentosa - botja blanca, botja peluda, herba blanca, orella de rata
- Mercurialis perennis - malcoratge de bosc, agrelleta de bou
- Mercurialis ovata
- Mercurialis leiocarpa